# Inibidor de recaptação de serotonina

Serotonina

Um inibidor da recaptação da serotonina (IRS) é um tipo de medicamento que atua como um inibidor da recaptação do neurotransmissor serotonina (5-hidroxitriptamina ou 5-HT) bloqueando a ação do transportador de serotonina (SERT). Isso, por sua vez, leva ao aumento das concentrações extracelulares de serotonina e, portanto, a um aumento da neurotransmissão serotoninérgica. É um tipo de inibidor de recaptação de monoamina (IRM); outros tipos de IRMs incluem inibidores da recaptação de dopamina e inibidores da recaptação de norepinefrina.
Os IRSs não são sinônimos de inibidores seletivos da recaptação da serotonina (ISRSs), pois o último termo é geralmente usado para descrever a classe de antidepressivos de mesmo nome e porque os IRSs, ao contrário dos ISRSs, podem ser seletivos ou não seletivos em sua ação. Por exemplo, a cocaína, que inibe seletivamente a recaptação de serotonina, norepinefrina e dopamina, é um IRS, mas não um ISRS.
Os IRSs são usados predominantemente como antidepressivos (por exemplo, ISRSs, ISRSNs e ATCs), embora também sejam comumente usados no tratamento de outras condições psicológicas, como transtornos de ansiedade e transtornos alimentares. Com menos frequência, os IRSs também são usados para tratar uma variedade de outras condições médicas, incluindo dor neuropática e fibromialgia (por exemplo, duloxetina, milnaciprano) e ejaculação precoce (por exemplo, dapoxetina), bem como para fazer dieta (por exemplo, sibutramina). Além disso, algumas drogas usadas clinicamente, como clorfeniramina, dextrometorfano e metadona, possuem propriedades IRS secundariamente ao seu mecanismo de ação primário(s) e isso contribui para seus efeitos colaterais e perfis de interação medicamentosa.
Um tipo de droga intimamente relacionado é um agente liberador de serotonina (ALS), um exemplo do qual é a fenfluramina.

## Comparação de IRSs

### Perfis de afinidade
| Medicamento        | SERT | NET  | DAT   |
| ------------------ | ---- | ---- | ----- |
| Citalopram         | 1.16 | 4070 | 28100 |
| Desmetilcitalopram | 3.6  | 1820 | 18300 |
| Escitalopram       | 1.1  | 7841 | 27410 |
| Femoxetina         | 11,0 | 760  | 2050  |
| Fluoxetina         | 0,81 | 240  | 3600  |
| Fluvoxamina        | 2.2  | 1300 | 9200  |
| Norfluoxetina      | 1.47 | 1426 | 420   |
| Paroxetina         | 0,13 | 40   | 490   |
| Sertralina         | 0,29 | 420  | 25    |
| Desmetilsertralina | 3.0  | 390  | 129   |
| Zimelidina         | 152  | 9400 | 11700 |
| Levomilnaciprano   | 19,0 | 10.5 | ND    |
| Venlafaxina        | 8.9  | 1060 | 9300  |
| Vilazodona         | 1.6  | ND   | ND    |
| Vortioxetina       | 5.4  | ND   | ND    |
| Amitriptilina      | 4.30 | 35   | 3250  |
| Clomipramina       | 0,28 | 38   | 2190  |
| Imipramina         | 1,40 | 37   | 8500  |

### Ocupação do SERT (transportador de serotonina)
| Medicamento  | Dosagem (mg/dia) | ~80% SERT ocupação (mg/dia) | Ratio (dosagem / 80% ocupação) |
| ------------ | ---------------- | --------------------------- | ------------------------------ |
| Citalopram   | 20–40            | 40                          | 0.5–1                          |
| Escitalopram | 10–20            | 10                          | 1–2                            |
| Fluoxetina   | 20–80            | 20                          | 1–4                            |
| Fluvoxamina  | 50–350           | 70                          | 0.71–5                         |
| Paroxetina   | 10–60            | 20                          | 0.5–3                          |
| Sertralin    | 25–200           | 50                          | 0.5–4                          |
| Duloxetina   | 20–120           | 30                          | 0.67–2                         |
| Venlafaxina  | 75–375           | 75                          | 1–5                            |
| Clomipramina | 50–250           | 10                          | 5–25                           |

## Lista de IRSs seletivos para SERT
Existem muitos IRSs, alguns dos quais estão listados abaixo. Observe que apenas os IRSs seletivos para o SERT sobre os outros transportadores de monoamina (MATs) estão listados abaixo. Para obter uma lista de IRSs que atuam em vários MATs, consulte outras páginas de inibidores de recaptação de monoamina, como ISRSN e ISRSND.

### Inibidores seletivos da recaptação da serotonina (ISRSs)

#### Comercializados
- Citalopram (Celexa)
- Dapoxetina (Priligy)
- Escitalopram (Lexapro, Cipralex)
- Fluoxetina (Prozac)
- Fluvoxamina (Luvox)
- Paroxetina (Paxil, Seroxat)
- Sertralina (Zoloft, Lustral)

#### Interrompido
- Indalpina (Upstene)
- Zimelidina (Normud, Zelmid)

#### Nunca comercializado
- Alaproclato (GEA-654)
- Cericlamina (JO-1017)
- Desmetilcitalopram
- Didesmetilcitalopram
- Femoxetina (FG-4963; Malexil)
- Ifoxetina (CGP-15,210-G)
- Omiloxetina
- Panuramina (WY-26.002)
- Pirandamina (AY-23.713)
- RTI-353
- Seproxetina ((S)-norfluoxetina)

### Inibidores duplos da recaptação da serotonina e moduladores dos receptores da serotonina

#### Comercializados
- Trazodona (Desyrel, Donaren)
- Vilazodona (Viibryd)
- Vortioxetina (Brintellix)

#### Nunca comercializado
- Cianopramina (Ro 11-2465)
- Litoxetina (SL-810,385)
- Lubazodona (YM-992, YM-35,995)
- SB-649.915

### Inibição da recaptação da serotonina como um efeito secundário mais fraco/não intencional

#### Comercializados
- Dextrometorfano (DXM; Robitussin) [7]
- Dextropropoxifeno (Darvon) [8]
- Dimenidrinato (Dramamine)
- Difenidramina (Benadryl) [9]
- Mepiramina (pirilamina) (Anthisan) [9]
- Mifepristona (Korlym, Mifeprex) [10]

#### Nunca comercializado
- Delucaminea (também um antagonista NMDA)
- Mesembrenona (também um fraco inibidor de PDE4 (encontrado em Sceletium tortuosum (kanna))
- Mesembrina (também um fraco inibidor de PDE4 (encontrado em Sceletium tortuosum (kanna)) [11]
- Roxindol (EMD-49.980) (também um agonista do receptor semelhante a 5-HT1A e D2)